# Isoliquiritigenin
Isoliquiritigenin ist eine chemische Verbindung aus der Gruppe der Flavonoide, genauer der Chalkone und kommt natürlich in Süßholz vor.

## Vorkommen

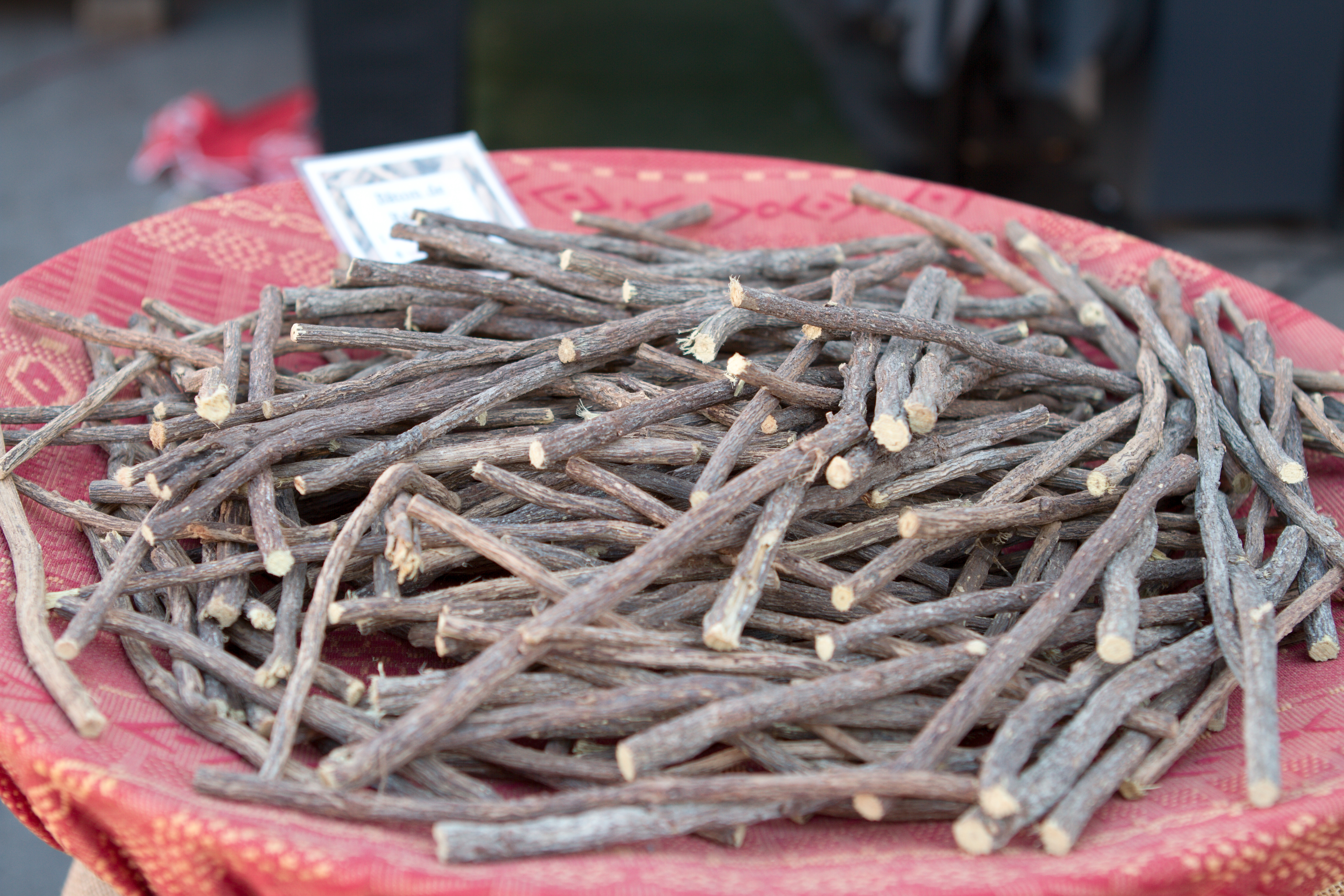
Süßholz-Wurzeln

Isoliquiritigenin kommt im Echten Süßholz vor sowie in weiteren Arten der Gattung Glcyrrhiza.

## Pharmakologische Eigenschaften
Isoliquiritigenin weist verschiedene pharmakologische Eigenschaften auf und ist auch für entsprechende Eigenschaften der enthaltenden Pflanzen verantwortlich. In verschiedenen Studien wirkte es unter anderem entzündungshemmend, antimikrobiell, antioxidativ und zeigte außerdem Antitumor-Wirkung. In In-vitro-Studien sowie einigen In-vivo-Studien zeigte Isoliquiritigenin  Wirkung unter anderem gegen Brust-, Darm-, Eierstock- und Lungenkrebs sowie gegen Leukämie. Es greift außerdem in mehrere zelluläre Signalwege ein und wirkt entzündungshemmend, wodurch sich möglicherweise Anwendungen in der Behandlung von entzündlichen Krankheiten  ergeben.